# Carterknattane
Carterknattane är en kulle i Antarktis. Den ligger i Östantarktis. Norge gör anspråk på området. Toppen på Carterknattane är 1 601 meter över havet.
Terrängen runt Carterknattane är en högslätt, och sluttar söderut. Trakten är obefolkad. Det finns inga samhällen i närheten.